# Trzydziestu Tyranów
Trzydziestu Tyranów – oligarchiczna komisja narzucona przez Spartę Atenom po ich klęsce w wojnie peloponeskiej latem (w lipcu?) 404 p.n.e. Miała opracować projekt ustroju państwa ateńskiego opartego na "ustroju przodków". Dziesięciu jej członków mianował Teramenes, dziesięciu samozwańczy eforowie (pięciu przodujących prospartańskich oligarchów), a resztę zgromadzenie ateńskich obywateli. Trzydziestka dzieliła się na ekstremistów, na czele których stał Kritias i umiarkowanych, którym przewodził Teramenes.
Korzystając z ochrony spartańskiego garnizonu (700 zbrojnych) Tyrani wprowadzili w Atenach rządy terroru, m.in. mordując swoich przeciwników politycznych. Sporządzili też listę trzech tysięcy obywateli, którym przyznali pełne prawa polityczne, a resztę Ateńczyków rozbroili. Gdy w październiku przeciwko szerzącemu się terrorowi zaprotestował Teramenes, został skazany przez Kritiasa na śmierć i zmuszony do wypicia cykuty. 
W ciągu ośmiu miesięcy Tyrani zamordowali około 1500 obywateli i metojków (głównie zwolenników demokracji), a pięć tysięcy wygnali z Aten. Wygnańcy i uciekinierzy znaleźli pomoc w Tebach, Megarze, Koryncie i Elidzie. 
Na początku 403 p.n.e. wygnańcy pod wodzą Trazybulosa zaczęli gromadzić wojska. Prawdopodobnie w maju ich tysiącosobowy oddział zajął Pireus. Podczas próby odbicia miasta z rąk demokratów, zginął Kritias. Ekstremiści uciekli wówczas na Salaminę i do Eleusis, a umiarkowani oligarchowie zamknęli się w Atenach, gdzie chronił ich spartański garnizon. We wrześniu spartański król Pauzaniasz doprowadził do pojednania między demokratami a umiarkowanymi oligarchami, którzy wspólnie przejęli władzę w Atenach i w następnych miesiącach przywrócili demokrację. 
Przebywający w Eleuzis ekstremiści utworzyli za zgodą Sparty własne państwo. Zostało ono z powrotem włączone do Aten w 401 p.n.e.

## W cesarstwie rzymskim
Tą samą nazwą określa się uzurpatorów wojskowych, którzy ogłaszali się cesarzami w różnych częściach imperium rzymskiego za panowania cesarza Galiena (253-268).